# I treni di Tozeur
«I treni di Tozeur» (traducible como Los trenes de Tozeur) fue la canción que representó a Italia en el Festival de la Canción de Eurovisión 1984. El tema fue interpretado por Alice y Franco Battiato, quien además compuso la letra. En el festival finalizó en quinta posición con 70 puntos, y meses después fue un éxito comercial en Italia y otros países europeos.
Posteriormente, Battiato grabó una versión en solitario para su disco "Mondi lontanissimi" (1985), mientras que Alice incluyó el corte en su trabajo "Elisir" (1987). El tema está basado en una línea de tren que atraviesa una zona desértica de Túnez, e incluye una frase sacada de "La flauta mágica" de Mozart.

## Significado de la letra

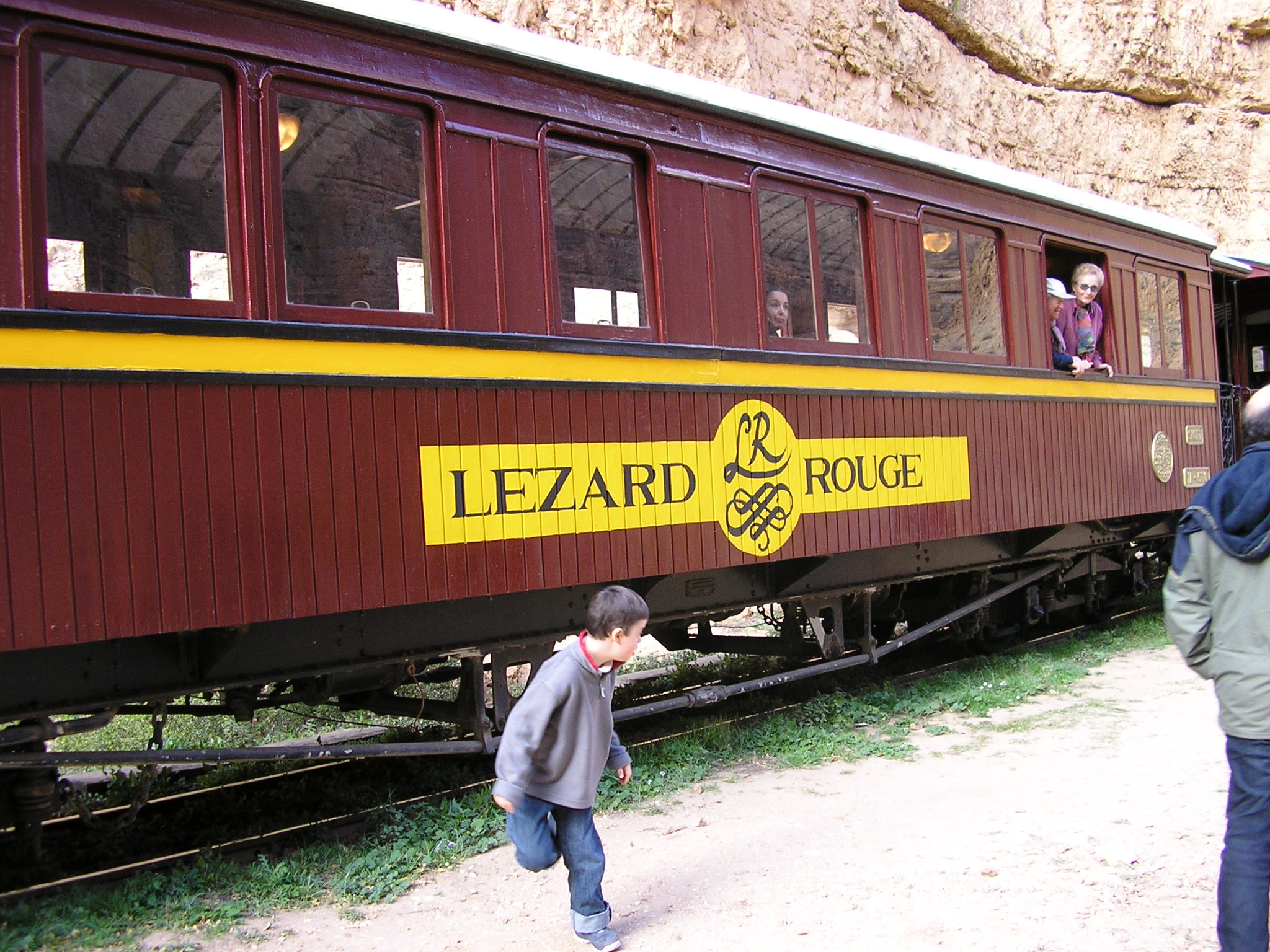
Uno de los vagones del Lézard Rouge, el tren de Tozeur que inspira el tema de la canción.

I treni di Tozeur hace referencia a una línea de tren construida a comienzos del siglo XX en Túnez, que sale desde Metlaoui y cruza parte de la cordillera del Atlas hasta llegar a Tozeur. La puesta en marcha del tramo fue una orden del Bey de Túnez, jefe de Estado del entonces protectorado francés, para viajar a su palacio de invierno, donde descansaba y recibía a mandatarios extranjeros. La línea requería un alto coste de mantenimiento y contaba con un lujoso tren de color rojo apodado Lézard Rouge (traducido como "lagarto rojo"), que fue un regalo del estado francés. Años más tarde, el tren sería recordado como símbolo del derrochador estilo de vida del emperador, así como de las diferencias sociales entre el empobrecido pueblo tunecino y el colonialismo francés.
Túnez se convirtió en una república independiente en 1956. El nuevo gobierno cerró la línea y confiscó el tren, alegando que era un gasto superfluo e innecesario. Sin embargo, las autoridades tunecinas restauraron en 1974 la vía y los vagones, por su valor histórico. Actualmente, la línea Metlaoui-Tozeur sigue funcionando como uno de los mayores atractivos turísticos del país.

## Participación en Eurovisión
A comienzos de 1984 la televisión italiana RAI, que perseguía la victoria en el Festival de Eurovisión desde hacía tiempo, pidió a Franco Battiato que representara al país en el evento musical de ese año. El artista se basó en la historia del tren de Tozeur para componer la canción cuando, de vacaciones en Túnez, vio una línea férrea en mitad del desierto e imaginó el paso de un tren real. Escribió la letra junto con Rosario Cosentino, y pidió actuar con Alice, que ya ganó el Festival de Sanremo de 1981 con una canción compuesta por Battiato.
La estructura de I treni di Tozeur es muy diferente a la de la mayoría de canciones de Eurovisión, que entonces solían ser composiciones pop y schlager. Además de Alice y Battiato, destacaba la presencia de tres mezzosopranos que interpretaban en idioma alemán una parte de "La flauta mágica" de Mozart. La frase dice «Doch wir wollen dir ihn zeigen/ und du wirst mit Staunen sehn/ daß er dir sein Herz geweiht», que se traduce como "¡Vamos a mostrártelo! Y verás con asombro que te ha consagrado su corazón". La parte corresponde a la sexta escena del segundo acto, y en la obra suelen interpretarlo tres chicos jóvenes.
En el escenario de Luxemburgo, Franco Battiato y Alice eran los artistas más conocidos en el Festival de Eurovisión de 1984. Ambos salieron acompañados por tres coristas vestidas con los colores de la bandera italiana. El dúo interpretó una versión recortada a tres minutos, en la que se eliminó un fragmento de la parte coral para ajustarla a las reglas del festival. Aunque partían como favoritos para la victoria, Italia finalizó en quinta posición con 70 puntos (empatada con Bélgica). Recibió dos máximas puntuaciones de España y Finlandia.

## Repercusión
Aunque Italia no ganó en el Festival de Eurovisión, I treni di Tozeur fue el tema que más repercusión tuvo a nivel europeo ese año. En su país, Franco Battiato obtuvo el número uno en ventas un mes después del concurso, y permaneció entre sus sencillos más vendidos durante varias semanas. La RAI continuó enviando a cantantes consagrados en su país, y al año siguiente consiguió que Al Bano y Romina Power representaran a Italia con "Magic, oh magic".
Battiato incluyó una versión en solitario de I treni di Tozeur en su disco "Mondi lontanissimi" (1985), y grabó dos versiones del tema en inglés y español. Por su parte, Alice también la interpretó en solitario para "Elisir" (1987) y su recopilatorio de grandes éxitos. En 2005, la canción fue recordada por la Unión Europea de Radiodifusión dentro del programa especial Congratulations, como una de las más relevantes en la historia de Eurovisión.